# Coleman Hawkins
Coleman Randolph Hawkins (21. listopadu 1904 – 19. května 1969) byl jazzový tenorsaxofonista. Je považován za průkopníka hry na tenor saxofon, ne proto, že by byl první, ale pro jeho signifikantní způsob a styl improvizace. Byl prvním, kdo se nesnažil „pouze“ imitovat hru na klarinet. Přestože je známý především jako swingový hráč, přispěl výrazně i k rozvoji bebopu ve 40. letech. Jeho styl se vyznačoval plným tónem a rychlým vibratem. Byl věhlasný „baladista“. Jeho typické „arpeggiové“ intimní pasáže kontrastovaly s agresivní energií v rychlejších tempech.
Hudební publicista E. Berendt o něm napsal: „Před ním bylo několik jazzových saxofonistů, tenorsaxofon ale stále nebyl považován za významný jazzový nástroj.“ S Hawkinsem je silně spojen vývoj swingu a bigbandová éra. Hawkins začal profesionálně hrát začátkem 20. let 20. století, ale stál také u vzniku bebopu ve čtyřicátých letech 20. století. V padesátých a šedesátých letech patřil k avantgardním jazzovým hudebníkům.

## Životopis

### Dětství
V dětství hrál na klavír a violoncello, na saxofon začal hrát v devíti letech a velmi záhy se z něj stal profesionální hráč. Současně se střední školou Topeka High School studoval také harmonii na Washburn Collage.

### 20. a 30. léta
Během 20. spolupracoval s lidmi jako Mamie Smith, Herb Flemming, Fletcher Henderson, Louis Armstrong nebo Benny Goodman a stal se saxofonovou hvězdou. Na začátku 30. let přijal pozvání do orchestru Jacka Hyltona a několik let s nimi objížděl Evropu jako sólista. V této době se v Americe obrátila pozornost k ostatním tenorovým saxofonistům, jako Lester Young, Chu Berry a další. Hawkins se však rychle vrátil do světel reflektorů, obohacením svého dřívějšího stylu. V tomto období vznikla mimo jiné například slavná nahrávka Body and Soul.

### 40. a 50. léta
Na začátku 40. let krátce vedl svůj vlastní big band, ale brzy se uchýlil k menším tělesům. Vedl například soubor, jehož nahrávka z roku 1944 je považována za bebop, ve kterém účinkoval mimo jiné například Dizzy Gillespie. Krátce nato vznikla řada dalších bopových nahrávek s různými soubory, na nichž spolupracoval mimo jiné Thelonius Monk, Sir Charles Thompson, Billy Taylor a mnoho dalších. Jistou dobu spolupracoval také s Jazz at the Philharmonic. V 50. letech se odchýlil od své moderně se vyvíjející dráhy a vrátil se k „mainstreamovému“ jazzu. Objevoval se v tradičních souborech s hudebníky jako Roy Eldridge, Ben Webster… K modernímu se jazzu se vrátil nahrávkou Monk’s Music s Theloniem Monkem a Johnem Coltranem v roce 1957.

### 1960-1969
V 60. letech se hojně objevoval v klubu Village Vanguard v Manhattanu. Participoval v klíčovém dokumentu Maxe Roache We Insist!, který odrážel vazby mezi jazzem a hnutím za občanská práva, které probíhalo v tomto desetiletí. Dostal dlouho žádanou příležitost spolupracovat s Dukem Ellingtonem, konkrétně na albu Duke Ellington meets Coleman Hawkins, po boku Johnyho Hodgese, Lawarence Browna a dalších. Dále pak vzniklo album se Sonnym Rollinsem Sonny Meets Hawk. Krátce po této rušné epizodě jeho života začal Hawkins trpět depresemi, propadl alkoholu a nahrávání začalo ubývat. Jeho poslední nahrávka je z roku 1967. Zemřel roku 1969 v Wickersham Hospital v Manhattanu na onemocnění jater. Zanechal po sobě ženu Dolores a tři děti.